# Napf-Schwarznessel
Die Napf-Schwarznessel (Ballota acetabulosa) ist eine Art aus der Gattung der Schwarznesseln (Ballota) und der Familie der Lippenblütler (Lamiaceae). Nach Salmaki & Siadati (2018) wird die Art auch als Pseudodictamnus acetabulosus (L.) Salmaki & Sidiati in die Gattung Pseudodictamnus gestellt.

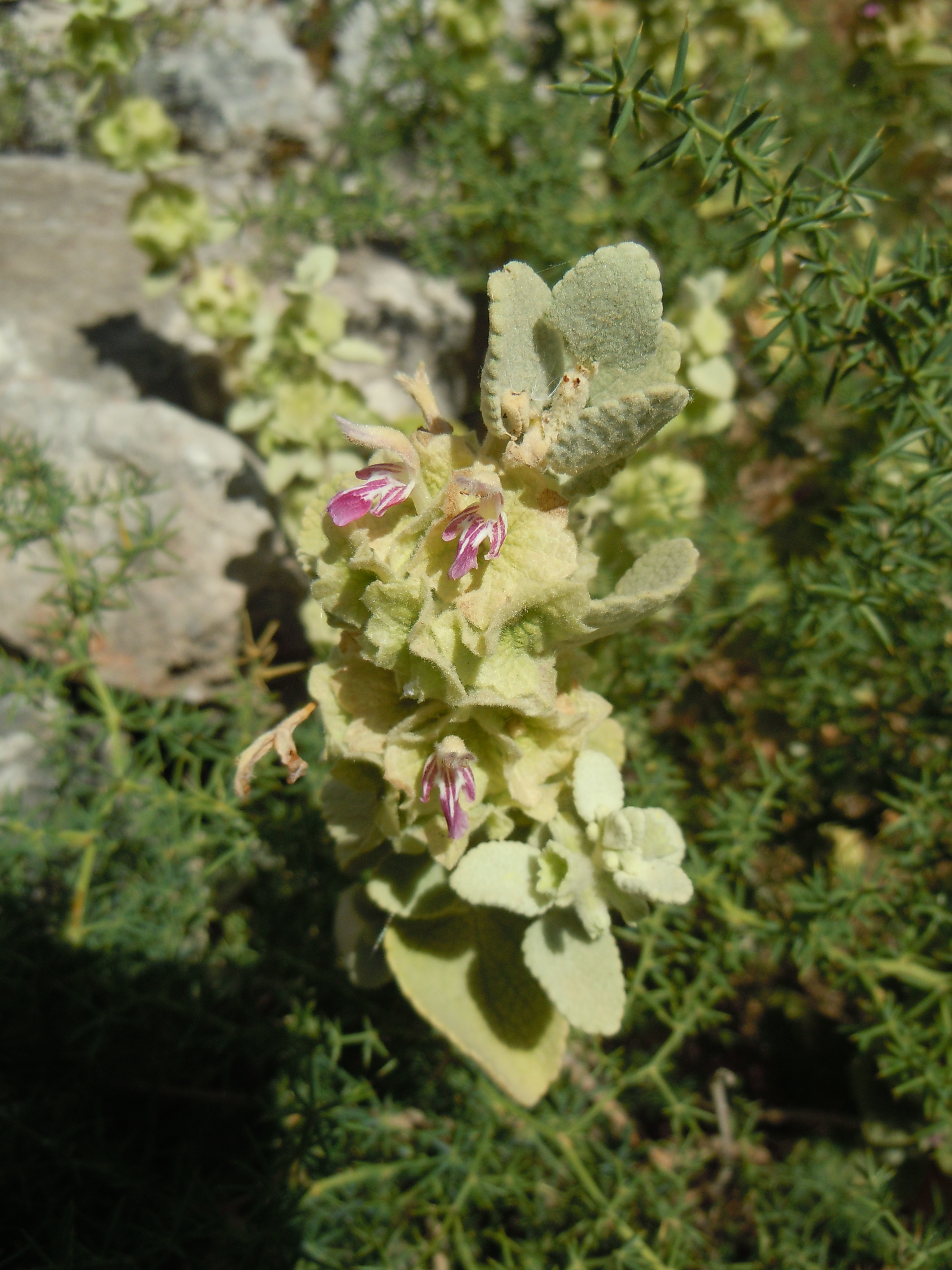
Napf-Schwarznessel (Ballota acetabulosa)

## Beschreibung
Die Napf-Schwarznessel ist eine ausdauernde Pflanze, die 3 bis 80 Zentimeter hoch wird. Ihre Stängel sind am Grunde verholzt und wie die jungen Blätter weißlich filzig-wollig und drüsig. Die Laubblätter sind breit herzförmig-rundlich und am Rand gekerbt-gesägt. Die mittleren und oberen Blätter sind 3 bis 5 Zentimeter lang und 1 bis 2 Zentimeter breit, ihr Blattstiel ist 5 bis 15 Millimeter lang. Die Blüten stehen in dichten Scheinquirlen zu 6 bis 12. Die Blütenkrone ist weißlich und purpurn gezeichnet, sie ist 15 bis 18 Millimeter lang. Der Kelch ist radförmig ausgebreitet, er ist 12 bis 15 Millimeter lang. Sein Saum hat einen Durchmesser von 12 bis 20 Millimetern, er ist gestutzt oder viellappig und fein stachelspitzig.
Die Blütezeit ist April bis Juli.
Die Chromosomenzahl beträgt 2n = 28.

## Vorkommen
Die Napf-Schwarznessel kommt in Griechenland, in Kreta, in der asiatischen und europäischen Türkei und auf Inseln in der Ägäis vor. Sie gedeiht auf Kalkfelsen und auf Ruderalflächen.

## Taxonomie
Die Napf-Schwarznessel wurde 1753 durch Carl von Linné in Species Plantarum Band 2, Seite 584 als Marrubium acetabulosum L. erstbeschrieben. Die Art wurde 1834 durch George Bentham als Ballota acetabulosa (L.) Benth. in Labiatarum Genera et Species S. 595 in die Gattung Ballota gestellt. Synonyme sind Marrubium adfine Spreng., Marrubium suffruticosum Mill., Moluccella fruticosa Forssk., Pseudodictamnus acetabulosus (L.) Salmaki & Sidiati und Beringeria acetabulosa (L.) Neck. ex Link.